# Natation synchronisée aux Jeux olympiques d'été de 1988
Navigation
Los Angeles 1984 Barcelone 1992
Deux épreuves de  natation synchronisée ont eu lieu lors des Jeux olympiques d'été de 1988 à Séoul, le solo et le duo.

## Tableau des médailles
| Rang | Pays       | Médaille d'or | Médaille d'argent | Médaille de bronze | Total |
| 1    | Canada     | 2             | 0                 | 0                  | 2     |
| 2    | États-Unis | 0             | 2                 | 0                  | 2     |
| 3    | Japon      | 0             | 0                 | 2                  | 2     |

## Résultats

### Solo
| Classement         | Nom            | Pays       | Pts     |
| ------------------ | -------------- | ---------- | ------- |
| Médaille d'or      | Carolyn Waldo  | Canada     | 200.150 |
| Médaille d'argent  | Tracie Ruiz    | États-Unis | 197.630 |
| Médaille de bronze | Mikako Kotani  | Japon      | 191.850 |
| 4                  | Muriel Hermine | France     |         |
| 5                  |                |            |         |
| 6                  |                |            |         |
| 7                  |                |            |         |
| 8                  |                |            |         |

### Duo
| Classement         | Nom                               | Pays       | Pts     |
| ------------------ | --------------------------------- | ---------- | ------- |
| Médaille d'or      | Michelle Cameron / Carolyn Waldo  | Canada     | 197.320 |
| Médaille d'argent  | Karen Josephson / Sarah Josephson | États-Unis | 192.280 |
| Médaille de bronze | Mikako Kotani / Miyako Tanaka     | Japon      | 190.160 |
| 4                  |                                   |            |         |
| 5                  |                                   |            |         |
| 6                  |                                   |            |         |
| 7                  |                                   |            |         |
| 8                  |                                   |            |         |